# Boraceomyia acariensis
Boraceomyia acariensis är en tvåvingeart som först beskrevs av Lane 1951.  Boraceomyia acariensis ingår i släktet Boraceomyia och familjen svampmyggor. Inga underarter finns listade i Catalogue of Life.